# Liquidustemperatur

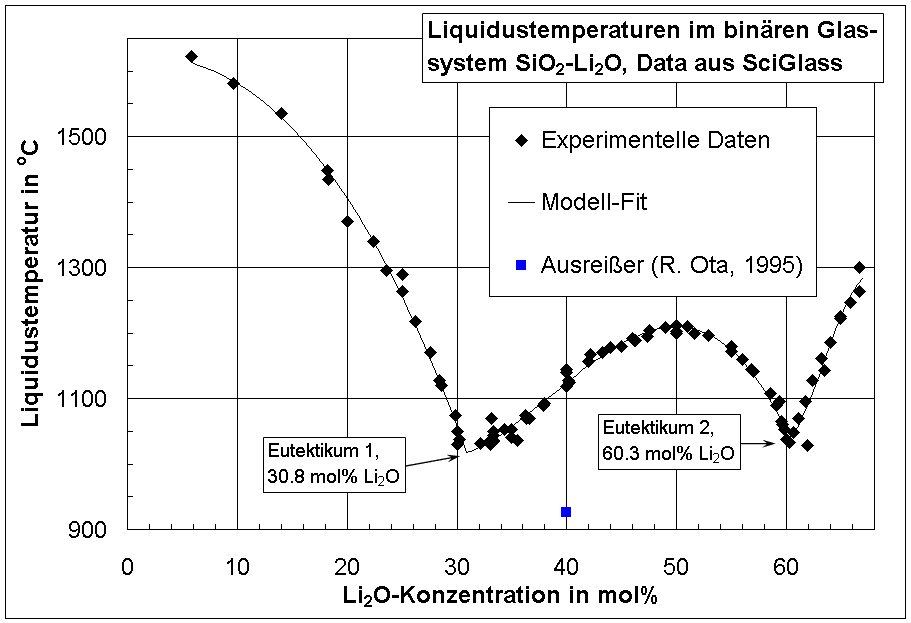
Liquidustemperaturverlauf im binären Glassystem SiO_{2}-Li_{2}O auf der Basis von 91 publizierten Daten, zusammengetragen in SciGlass; Modell-Fit von Glassproperties.com

Die Liquidustemperatur kennzeichnet die Temperatur einer Legierung oder eines Glases, ab deren Unterschreitung das Gemenge aus einer homogen flüssigen Phase zu erstarren beginnt. Die Temperatur, die bei homogener Erstarrung erreicht wird, wird dagegen als Solidustemperatur bezeichnet.
Zwischen Solidus- und Liquidustemperatur ist das Gemenge bei Legierungen breiig, es existieren feste und flüssige Phasen nebeneinander.
Das Temperaturintervall zwischen Solidus- und Liquidustemperatur nennt man Schmelzintervall.
Bei reinen Metallen und eutektischen Legierungen fallen Liquidus- und Solidustemperatur zusammen, z. B. ISO BSn63Pb 178 (L-Sn63PbAg) bei 178 °C. Hier erfolgt der Übergang von fest zu flüssig schlagartig und wird als eutektischer Punkt bezeichnet.